# Vitögd grönbulbyl
Vitögd grönbulbyl (Baeopogon indicator) är en fågel i familjen bulbyler inom ordningen tättingar.

## Utseende och läte
Vitögd grönbulbyl är en ovanligt mörk grönbulbyl med upprätt hållning som gör att den liknar en honungsvisare, därav det engelska namnet Honeyguide Greenbul. Hanen har vitt öga och honan mörkt. Båda könen uppvisar en stor och vit fläck på de yttre stjärtpennorna. Arten liknar vitstjärtad grönbulbyl men är mörkare grå under och hanen utmärker sig genom sitt ljusa öga. Den skiljer sig från honungsvisare genom annorlunda kroppsform, framför allt längre stjärt. Flykten är också direkt, inte bågformad. Lätet består av en långsam serie jamande visslingar.

## Utbredning och systematik
Vitögd grönbulbyl förekommer i västra och centrala Afrika. Den delas in i två underarter med följande utbredning:
- Baeopogon indicator leucurus – förekommer från Sierra Leone till Liberia, Elfenbenskusten, Ghana och Togo
- Baeopogon indicator indicator – förekommer från Nigeria till södra Sydsudan, Uganda och västra Kenya samt söderut till norra Angola, södra Demokratiska republiken Kongo och nordvästligaste Zambia

## Levnadssätt
Vitögd grönbulbyl hittas i låglänta skogar. Där ses den i de övre skikten. Den upptäcks oftast på lätet.

## Status
Arten har ett stort utbredningsområde och beståndet anses stabilt. Internationella naturvårdsunionen IUCN listar den därför som livskraftig (LC).